# Franck Ducheix
Franck Ducheix (Renan, 11 de abril de 1962) es un deportista francés, nacido en la Argelia francesa, que compitió en esgrima, especialista en la modalidad de sable.
Participó en cuatro Juegos Olímpicos de Verano, obteniendo en total dos medallas, ambas en la prueba por equipos: plata en Los Ángeles 1984 (junto con Jean-François Lamour, Pierre Guichot, Hervé Granger-Veyron y Philippe Delrieu) y bronce en Barcelona 1992 (con Jean-François Lamour, Jean-Philippe Daurelle, Hervé Granger-Veyron y Pierre Guichot), además de obtener el cuarto lugar en Seúl 1988 y el quinto en Atlanta 1996, también por equipos.
Ganó una medalla de bronce en el Campeonato Mundial de Esgrima de 1989, en la prueba por equipos.

## Palmarés internacional
| Juegos Olímpicos   | Juegos Olímpicos             | Juegos Olímpicos  | Juegos Olímpicos  |
| Año                | Lugar                        | Medalla           | Prueba            |
| ------------------ | ---------------------------- | ----------------- | ----------------- |
| 1984               | Los Ángeles (Estados Unidos) | Medalla de plata  | Sable por equipos |
| 1992               | Barcelona (España)           | Medalla de bronce | Sable por equipos |
| Campeonato Mundial |                              |                   |                   |
| Año                | Lugar                        | Medalla           | Prueba            |
| 1989               | Denver (Estados Unidos)      | Medalla de bronce | Sable por equipos |